# Дмитрий Дубин
Дми́трий («Ди́ма») Ду́бин — персонаж российских комиксов издательства Bubble Comics, а также один из главных героев комиксов франшизы «Майор Гром». Дебют Дубина состоялся в первом выпуске комикса «Майор Гром», вышедшем в октябре 2012 года. Разработкой героя занимались сценаристы Артём Габрелянов и Евгений Федотов, а дизайном и внешним видом — художник Константин Тарасов. Дима Дубин был первоначальным вариантом Игоря Грома, но после нескольких изменений в сценарии стал отдельным героем. В фильме по мотивам комиксов о майоре Громе «Майор Гром: Чумной Доктор» роль Димы Дубина исполнил актёр Александр Сетейкин. Он вернулся к своей роли в сиквеле фильма — «Майор Гром: Игра».
Дмитрий Дубин — следователь из Санкт-Петербурга, лучший друг Игоря Грома и его бывший напарник. По характеру несколько простодушен и слегка наивен. На протяжении всех похождений Игоря Грома всячески поддерживает его, сначала как его напарник, а после отставки Грома из полиции — как друг, который время от времени использует своё служебное положение, чтобы помогать Грому в его собственных расследованиях. Дубин не столь опытный сыщик и боец, как Гром, но, тем не менее, достаточно решителен в борьбе с преступностью. Некоторое время Дмитрий состоял в отношениях с Лилией Абраменко, но у пары ничего не вышло и они расстались.
Персонаж получил умеренно положительную реакцию у критиков и комикс-обозревателей. Журналисты называли Дубина более реалистичным полицейским, чем сам главный герой франшизы Игорь Гром, а также сравнивали его с киноперсонажем Шуриком из фильма «Операция „Ы“ и другие приключения Шурика». Главным недостатком героя называлось его слабое раскрытие и его редкое участие в действиях комиксов о Громе. Дмитрий Дубин также занял третье место по итогам опроса «Любимый мужской персонаж комиксов» на странице издательства Bubble Comics в социальной сети «ВКонтакте».

## Описание
Дмитрий Дубин — блондин со спортивным телосложением, из-за астигматизма и миопии вынужденный носить очки. В одежде предпочитает рубашки, свитера и пальто в чёрно-белой гамме. Он является лучшим другом Игоря Грома и его напарником по службе. Наивен, имеет высокие идеалистические убеждения и старается всегда следовать закону. На выбор Дубина работать в полиции повлияли фильмы и книги, повествующие о героических приключениях главного героя. Мечтая иметь такие же приключения, стал лучшим учеником московского университета МВД. Закончив обучение, Дубин вернулся в родной Санкт-Петербург, где стал напарником майора Игоря Грома. Не столь опытный сыщик и боец, как Гром, но, тем не менее, достаточно решительный в борьбе с преступностью. По характеру честен и правдив, принципиальный романтик. Стремится к достижению справедливости, иногда наивно забывая о суровости реальной жизни. Смел и храбр, что позволяет ему без страха вступать в сражения с противниками намного сильнее и опаснее его самого. Со временем Дима стал значительно более опытным и растерял когда-то присущий ему идеализм. Есть сестра по имени Вера. Некоторое время состоял в отношениях с Лилией Абраменко, но у пары ничего не вышло и они расстались.

## Появления

### Биография в комиксах

#### Майор Гром
В серии «Майор Гром» только поступивший на службу Дубин стал напарником более опытного майора Игоря Грома и всячески помогал ему в его расследованиях, попутно находя с ним общий язык. Несмотря на отличное знание правовой теории, из-за своей неопытности часто попадал в сложные и опасные ситуации, где на выручку ему приходил Игорь. Первым совместным делом Дубина и Грома стало расследование серии убийств линчевателя под маской чумного доктора. Напарники не сразу нашли общий язык, а Дима даже подозревал самого Грома, однако в конечном итоге они сработались и поймали Чумного Доктора, под маской которого скрывался владелец социальной сети «Вместе» Сергей Разумовский. После ареста Разумовского Дубин приютил у себя его домашнего питомца, белую ворону по кличке Марго, и стал заботиться о ней.
Позже, в Москве, Дубин встретился с Лилией Абраменко, которая когда-то ударила его ножом во время беспорядков на Триумфальной площади. Пара сходила на свидание, и на прощание Абраменко подарила Дубину тот самый нож, которым однажды и ударила его. После этого Дима помог Игорю с делами о «Детях святого Патрика» и «Трёх принцессах». Позже сбежавший из под стражи Сергей Разумовский решил отомстить Игорю за поражение и взял в заложники близких Грома — всех, кроме Димы. Дубин помог другу выследить преступника, но в ходе дела проиграл битву с Олегом Волковым, напарником и близким другом Разумовского. Линчеватель пощадил Диму, потому что тот заботился о Марго, пока Сергей находился в следственном изоляторе. Тем не менее, он приказал Волкову избить Диму, чтобы тот больше не мешался, и от полученных увечий Дима впал в кому.
Через некоторое время Дубин пришёл в себя. В больнице его навестил Игорь, который задался вопросом, стоило ли оставлять Разумовского в живых. Дима ответил, что убийство в любом случае остаётся убийством. Его также навестила сестра Вера — она попыталась уговорить брата покинуть полицию, чтобы не волновать их мать, но тот отказался, говоря, что его помощь нужна людям и, в частности, Грому. Оправившись после боя с Волковым, Дима помог своему напарнику в деле об убийце-гипнотизёре, но заметил, как рассудок Игоря постепенно помутняется после событий в Сибири (кроссовер «Время Ворона»). Дима провёл беседу с лечащим врачом Игоря Вениамином Рубинштейном, который считал, что майор тяжело болен. В конечном итоге Грома отстранили от работы в полиции и поместили в психиатрическую лечебницу, а Дубина повысили до звания старшего лейтенанта.

#### Игорь Гром
Со временем Дима Дубин стал значительно более опытным полицейским, растерял свой былой идеализм и после отставки Грома получил собственного напарника Севу. Их совместному расследованию посвящён сюжет «Куколка», присутствующий как побочная история в первых трёх выпусках «Игоря Грома». Вместе с Севой Дима провёл расследование смерти фотографа, найденного сгоревшим у себя в квартире. Дима нашёл в его квартире эзотерические предметы, а также снимки обнажённой девочки-подростка, после чего решил провести расследование. Попутно он попытался дозвониться до Лили Абраменко и договориться о встрече. Сева познакомил его с Калигари — знатоком неформальной жизни Петербурга. Он опознал девочку и посоветовал Диме обратиться за помощью к своей знакомой Ирине по прозвищу Шарлотта. В конечном итоге выяснилось, что девочка записалась на фотосессию, а фотограф стал шантажировать её обнажёнными снимками; чтобы избавиться от преследователя, она обратилась к Шарлотте, и та с помощью магии вуду сожгла фотографа. Не имея оснований для возбуждения уголовного дела, Дима остался ни с чем.
Хоть начальство и заваливало его работой, Дима пытался по возможности помогать Игорю, используя своё служебное положение, и поддерживал его, как мог. Дима познакомил его с Калигари, который попросил Игоря помочь найти некоего «вампира», пьющего кровь у девушек. Параллельно Дубин попытался восстановить отношения с Лилей и пригласил её на свидание. Тем временем Гром пытался отыскать «Умного Человека», который собрал вокруг себя целую секту, беспрекословно подчиняющуюся ему. Дима помог своему другу задержать его в последний момент. Затем он помог Грому одержать победу и над другими его врагами: Поэтом, Дамой и Огнепоклонником. Позже в Петербурге началась череда смертей от отравления ядом, подмешанным в бытовую косметику, и Дима неофициально заручился поддержкой Игоря, чтобы раскрыть это дело. В ходе дела Игорь столкнулся в бою с правительственным киллером Ильёй Косыгиным. Дима Дубин вышел на логово Косыгина, получив анонимную наводку, и также вступил в схватку с ним. Вместе они одолели его и раскрыли дело.
Дима собрался посетить парк развлечений вместе с Лилей, Игорем и Ириной «Шарлоттой», ставшей новой девушкой Грома. Пока Дубин опаздывал, Игорь, Лиля и Ира стали свидетелями захвата парка развлечений террористами во главе с четвёркой чёрных риэлторов, которых Гром встречал ранее. Дима прибыл к главному входу парка, у которого собрался спецназ, и нашёл Игоря со шрамом на лице и с изменившимся голосом, но не придал этому значения. Дубин и спецназ собрались оцепить подземные тоннели, куда скрылись риэлторы; Дима посадил Грома в карету скорой помощи. В конечном счёте Дима понял, что Игорь, которого он видел, является имитатором, и начал искать настоящего. Гром же, который спустился в подземку вслед за риэлторами и похищенной ими Ириной, вернулся вместе со своей девушкой на поверхность. Не без помощи Димы он расправился со своим двойником, который оказался Поэтом с изменённой внешностью, а затем и с Умным Человеком, который стоял за всем этим. В конце истории Дима присутствовал на вечеринке в честь дня рождения Игоря и его возвращения на службу.

#### Майор Игорь Гром
После возвращения Грома на службу в серии «Майор Игорь Гром» Дима не стал его напарником, как раньше, поскольку он уже поднялся по званию, пока Гром не служил в полиции. Начальник отдела Фёдор Прокопенко дал Игорю нового напарника — стажёра Айсу Уланову, уже год работающую в следственных органах. Тем не менее Дубин и Гром продолжили общаться и активно помогали друг другу как на работе, так и в личной жизни. Во время беспорядков в Петербурге, спровоцированных злодеем по прозвищу Фейк, Дубин вместе с Прокопенко лично присутствовал на месте столпотворения и следил за обстановкой. Когда начались столкновения между горожанами и сотрудниками полиции, у Прокопенко случился сердечный приступ, и Дима быстро вызвал скорую и доставил начальника в больницу, пока Гром и Уланова противостояли Фейку, которому, в конце концов, удалось сбежать.

### В кино
Помимо комиксов, Дубин появился в первом полнометражном фильме про майора Грома — «Майор Гром: Чумной Доктор», где его роль исполнил актёр Александр Сетейкин. Дмитрий Дубин, стажёр полиции, был приставлен к опытному майору Игорю Грому в качестве напарника, чтобы набираться опыта и помогать тому в раскрытии дела Чумного Доктора — серийного убийцы, расправляющегося с коррумпированными чиновниками и бизнесменами. Вскоре в Петербург из Москвы прибывает сотрудник ФСБ Евгений Стрелков, который отстраняет Грома и Дубина от дела и направляет их расследовать пропажу двенадцати холодильников. Дима с Игорем, однако, вопреки служебному заданию, фактически продолжают заниматься делом Чумного Доктора, получив наводку у Бустера Игната, осведомителя Грома, и безуспешно пытаясь выбить информацию из связанных с криминальным миром лиц. Дубин выдвигает теорию, что следующего появления убийцы следует ожидать на открытии казино «Золотой Дракон», где соберутся все петербургские «сливки общества». Игорь отправляется на мероприятие, а Диму Дубина в это время допрашивает Стрелков, подозревающий, что напарники действуют вопреки служебному приказу. Под его давлением Дима «сдаёт» Игоря, и они ссорятся, а Стрелков принуждает Грома уволиться из полиции. Майор же начинает подозревать в убийствах Сергея Разумовского, создателя соцсети «Вместе», и приходит к нему в офис. Разумовский оглушает Игоря и подставляет его, надев на него костюм Чумного Доктора. Грома арестовывают, но Дима вместе с Юлей Пчёлкиной, подругой Грома, помогает ему сбежать из-под стражи. Игорь отправляется на бой с Чумным Доктором, но при этом запрещает Диме и Юле помогать ему. Они не слушаются его и приходят Игорю на помощь, когда тот сражается с Разумовским. Злодей обезврежен, а Юлия успела записать его монолог с раскрытием планов майору на видео, что планирует использовать как прямое доказательство вины Сергея. В конце фильма Дубин вместе с Громом и Пчёлкиной поедает шаверму на крыше одного из домов Питера.
Актёр вновь исполнит свою роль в предстоящем фильме «Майор Гром: Игра», который продолжает события «Чумного Доктора».

### Прочие появления и альтернативные версии
Существуют также альтернативные версии персонажа. В 2019 году вышел комикс «Майор Гром: 1939», выполненный в стилистике «золотого века комиксов» и описывающий приключения Игоря Грома в сеттинге Советского Союза, где многие персонажи претерпели соответствующие изменения: так, например, Дима Дубин из полицейского становится советским милиционером, при этом оставшись напарником Грома. Вместе они противостоят Чумному Врачу (альтернативному Чумному Доктору), путешествует в космос и борются с инопланетянами и андроидами. Дима Дубин возвращается в этой ипостаси в одном из сюжетов сборника «Майор Гром: Герой навсегда», который выполнен в той же стилистике, что и «Майор Гром: 1939». В серии пародийных комиксов «Игорь Угорь», где главные герои серии предстают в образе разумных говорящих животных, Дубин появляется как «Дима-Сардина».
Артём Бизяев также сделал сюжетную арку «Дубин Дима: Провинциальные каникулы», выходившую в рамках серии «Легенды Bubble» и описывающую приключения бывшего напарника Грома во время его отпуска у себя на малой родине, в Кирове. Помимо этого Дубин появляется как эпизодический персонаж в спецвыпуске «Калигари. Дурман» серии «Легенды Bubble», который описывает одно из приключений Валентина «Калигари» Гашпарова после окончания серии «Игорь Гром».

## История создания
Дубин перенял изначально задумываемый авторами образ самого Грома: одно время авторы рассматривали возможность сделать Грома молодым начинающим полицейским, своеобразным «учеником» полковника Прокопенко. Таким образом, внутренняя работа полиции Петербурга раскрывалась бы персонажем и читателем одновременно, что позволило бы читателю соотнести себя с главным героем. Впоследствии от этой идеи было решено отказаться, и эти наработки впоследствии были использованы для создания персонажа Димы Дубина. В серии «Игорь Гром» Дубина сделали более «заматеревшим» сотрудником, вследствие чего его образ был несколько обновлён: художник Артём Бизяев специально изобразил его в чёрном свитере, белой рубашке и сером пальто — в чёрно-белой гамме для создания образа опытного и загруженного работой следователя.
Александр Сетейкин был взят на роль Димы Дубина, так как режиссёр фильма «Майор Гром: Чумной Доктор» Олег Трофим увидел в актёре качества самого персонажа — он описывает Дубина как скромного, немного неуверенного в себе, но талантливого и яркого героя. Сам актёр узнал о полнометражном фильме после просмотра короткометражки 2017 года с Александром Горбатовым в главной роли. Как вспоминает Сетейкин, он часто видел Горбатова в Щукинском институте, где учился. Зимой 2019 года его пригласили на пробы «полицейского номер один» в новой экранизации. Чтобы успеть на них, Сетейкину пришлось сбежать с экзамена в институте. С этих проб прошло много времени, и Сетейкин уже смирился, что не прошёл кастинг, но позже ему пришло повторное приглашение, на этот раз на пробы на роль Дмитрия Дубина, которую он в итоге и получил. До съёмок в «Майоре Громе» Сетейкин не читал комиксы, но ознакомился с ними, чтобы лучше вжиться в роль своего героя. На съёмках Сетейкина покрасили в блондина для соответствия комиксовому образу, но сложности вызвало то, что в сценах, где было много солнечного света, волосы отливали неестественно жёлтым; впрочем, эту проблему решили. Образ Дубина в фильме был частично изменён: взаимоотношения Дубина с Громом стали больше партнёрскими и двусторонними.

## Анализ персонажа
В рецензии на комикс «Майор Гром» портала SpiderMedia.ru обозреватели положительно оценили персонажа, которого назвали более реалистичным полицейским, чем главный герой Игорь Гром. Евгений Еронин отдельно отметил, что, несмотря на удачность образа Дубина, в комиксе ему уделено недостаточно внимания. Рецензент также заявил, что короткие истории, посвящённые Дубину, были одними из самых ярких моментов за два года существования серии «Майор Гром». Обозреватель от сайта Geek-Freak.ru отметил, что поначалу Дубин кажется «обычным хлюпиком», однако позже показано его умение вести рукопашный бой. Он посетовал, что за всю серию персонаж не был должным образом раскрыт, оставаясь просто напарником главного героя. Рецензент от портала Comixi.ru охарактеризовал Диму как «зелёного юнца» и сравнил его с киноперсонажем Шуриком из фильма «Операция „Ы“ и другие приключения Шурика». Юрий Коломенский из SpiderMedia.ru в своих обзорах на серию комиксов «Игорь Гром» также жаловался на слабое раскрытие Димы Дубина и его незначительное участие в сюжете: «шавуха уже сделала для развития истории больше, чем Дима Дубин». По итогам опроса 2015 года «Любимый мужской персонаж комиксов» на странице издательства Bubble Comics в социальной сети «ВКонтакте» Дима Дубин занял третье место, уступив Балору и Олегу Волкову.
Сдержанно положительных отзывов удостоилось и экранное воплощение персонажа в фильмах по франшизе «Майор Гром». Рецензент от «Мира фантастики» Евгений Пекло в своём обзоре на фильм «Майор Гром: Чумной Доктор» посчитал, что персонаж Димы Дубина удался. Дмитрий Шепелёв из «Игромании» посчитал, что Дубин дополняет Грома и сравнил его со сверчком Джимини из «Пиноккио», так как тот является своеобразным «голосом разума» и моральным ориентиром героев. Шепелёв отметил то, как Сетейкину удаётся произносить свои монологи с «нужной долей пафоса, драматизма и наивности», а также обратил внимание на «феноменальную» схожесть актёра со своим героем. Сдержанную оценку персонажу дал обозреватель от «РИА Новости» Егор Беликов, который посчитал Диму Дубина и журналистку Юлю Пчёлкину «ненужными сюжетными приложениями» к главному герою. Игорь Карев, представляющий издание «Аргументы и факты», выразил мнение, что Дубин «не сразу понимает, что пришел работать в полицию», и сравнил его поведение с поведением «медведя в посудной лавке».